# Nicholas Longworth
Nicholas Longworth, född 5 november 1869, död 9 april 1931, var en amerikansk republikansk politiker från delstaten Ohio. 
Longworth föddes i en förmögen och betydande familj. Longworths dominerade livet i Cincinnati på samma sätt som familjen Taft efter dem. Han studerade vid Harvard University och Cincinnati Law School. Han var musikaliskt mycket begåvad, spelade fiol och piano och sjöng. Han inledde sin karriär som advokat i Cincinnati 1894. I delstatspolitiken var han en skyddsling av George Cox; runt sekelskiftet 1900 blev han invald i båda kammare av delstatens lagstiftande församling.
Longworth blev invald i USA:s representanthus 1902. Han var mycket framgångsrik i societetslivet i Washington, D.C. 1906 gifte han sig med Alice Roosevelt, dotter till USA:s president Theodore Roosevelt. Paret vigdes i Vita huset.
Republikanska partiet splittrades alltmer i progressiva och konservativa republikaner. Longworth stödde den konservativa falangens ledare president William Howard Taft mot svärfadern Theodore Roosevelt. Longworths fru stödde sin far som 1912 lämnade partiet för att kandidera för det nystartade Progressiva partiet. Samma år förlorade Longworth sitt mandat i representanthuset mot en progressiv kandidat. Hustrun Alice uppträdde tillsammans med sin makes motståndare.
1914 blev Longworth på nytt invald i representanthuset, där han denna gången kom att stanna för resten av sitt liv. Han var majoritetsledare i representanthuset 1923-1925 och talman 1925-1931. John Nance Garner efterträdde honom som talman när demokraterna fick majoriteten i representanthuset. Longworth dog en månad efter att ha lämnat ämbetet som talman. Han fick lunginflammation när han besökte sin vän Dwight F. Davis (grundare av Davis Cup i tennis) i Aiken, South Carolina och återhämtade sig inte. Hans grav finns på Spring Grove Cemetery i Cincinnati.